# Альянс-1892
Винно-коньячный завод «Альянс-1892»  — производитель российских коньяков. На предприятии осуществляется полный цикл производства коньяка, включая ассамблирование коньячных спиртов и купажирование коньяка. 
Совладельцами являются Михаил Мовшевич и Александр Николаев.

## Производство
Виноконьячный завод «Альянс-1892» ведёт свою историю с основания завода в 1977 году в Черняховске Калининградской области. 
В 1997 году предприятие приступило к выпуску виноградных и шампанских вин, а в дальнейшем, с 2000 года, на заводе стали производить российские коньяки.
В 2003 году стратегическим партнёром и поставщиком коньячных спиртов для всей продукции Винно-коньячного завода «Альянс-1892» становится винокуренный завод «Tessendier&Fills» (Франция). 
В апреле 2018 года прокуратура Черняховска установила, что завод производил, разливал и продавал алкогольную продукцию без лицензии на эксплуатацию взрывопожароопасных и химически опасных объектов

## Продукция
В настоящее время на заводе выпускаются такие марки российского коньяка как «Старый Кенигсберг», «Трофейный», и виски «7YARDS», «Scotch Terrier».
В настоящее время ВКЗ «Альянс-1892» занимает одну из лидирующих позиций на рынке производителей коньяка в России.